# Земнухов Валерій Георгійович
Валерій Георгійович Земнухов (нар. 27 листопада 1953, Бердичів Житомирської обл.) — майстер художньої обробки деревини. Майстер народного мистецтва України. Член Спілки художників України. У 2010 році його прізвище увійшло до енциклопедії сучасної України.
Валерій Земнухов народився 27 листопада у сім'ї робітника машинобудівного заводу «Комсомолець» Георгія Леонтійовича та домогосподарки Галини Никодимівни. Навчався у міській середній школі № 15. По її закінченні працював в модельному цеху машинобудівного заводу «Комсомолець».
Працював на Бердичівській меблевій фабриці (1983—1986 рр.) майстром виробничого навчання; різьбярем Бердичівського лісгоспу (1986—1989 рр.); директором підприємства «Майстер» (1991—1993 рр.) та «Художник» (1993лісго спу); керівником гуртка з художньої обробки Палацу культури м. Бердичів (1996—1999 рр.) Мистецтву художнього різьблення навчався самотужки.
Першими нескладними роботами стали популярні у сімдесятих роках минулого століття настінні маски. Пізніше з'явились власні копії робіт професійних майстрів. Вдосконалюючи майстерність, Валерій Земнухов самотужки вивчив доступні йому мистецтвознавчі матеріали: декоративний розпис, обробка каменю та металу, лозоплетіння та дерев'яна мозаїка. Одночасно Валерій Георгійович навчався на заочному відділенні Житомирського технікуму механічної обробки деревини, де здобув фах технолога меблевого виробництва.
Сукупність кількох набутих фахів (моделювання, ливарництво, виготовлення меблів) дала змогу Валерію Георгійовичу віднайти свій стиль у художній обробці деревини. Його витвори зацікавили культурні інстанції столиці і, як результат — персональна виставка робіт у престижній галереї «Кольори» Українського центру культурних досліджень (жовтень 1995 року). Пізніше його роботи розглядали у Житомирській обласній спілці художників України. Наслідком стала Постанова від 14 травня 1996 року Секретаріату Спілки художників України про присвоєння Валерію Земнухову звання майстра народного мистецтва.
У травні 1999 року Валерій Земнухов демонструє свої твори з деревини під час Всеукраїнського огляду народної творчості у столичному Палаці культури «Україна». У жовтні того ж року Валерій Георгійович нагороджений Дипломом Міністерства культури України за участь у Всеукраїнській виставці аматорського образотворчого та декоративно-прикладного мистецтва, яка відбулась у приміщенні Палацу мистецтв «Український дім».
Неодноразово роботи Валерія Георгійовича демонструвались і в Бердичеві. Так, 21 листопада 2008 року в приміщенні Музею історії міста Бердичева відкрилась персональна виставка його робіт.
Роботи майстра вражають своєю вишуканістю. Для творчості характерні виразна стилізація, узагальнення форми. Матеріалом слугують тоненькі дерев'яні пластини — меблева шпона, яку застосовують для оздоблення меблів. Застосовує нетрадиційні методи оброблення деревини, вводить колористичні компоненти, поєднує техніку шпонки мозаїки з об'ємним відтворенням. Створює вази, скриньки, кубки, композиції, портсигари, жіночі сумочки, вітряки, тощо.
На сьогодні Валерій Земнухов — приватний підприємець, співвласник виробництва по виготовленню столярних виробів.

## Творчість
Роботи майстра:
- «Падає листя», «Коні», «Хвиля, що набігає», (1977 р.),
- «Човник»(1978 р.),
- «Вітряк», «Річкова хвиля», «Кубок» (1995 р.),
- «Спочатку було колесо…» (2007 р.),
- «Українка» (2008 р.),
- серії — «Квіти», «Квіткова фантазія», «Немов лоза» (1995 р.),
- «Вигадливі вази», «Стихія води» (1996 р.)

В 2016 р. Валерій Земнухов відкрив для себе ще й чарівний світ поезії. Видав першу поетичну збірку «За хвилину до сонця».